# La roccia di Brighton
La roccia di Brighton (titolo orig. Brighton Rock) è un romanzo di Graham Greene, pubblicato nel 1938, in seguito adattato in film e per il teatro. Thriller omicida, ambientato nella Brighton degli anni Trenta del XX secolo, è il primo dei romanzi dell'autore a indagare i temi Cattolici e le questioni della morale, dei privilegi di classe e di come la natura del male sia ambivalente e paradossale. La storia si riallaccia a una precedente opera di Greene, Una pistola in vendita, in cui è menzionato il personaggio Kite. L'uccisione del capobanda Kite da parte di Raven permette a Pinkie di assumere il controllo della gang, il che dà l'abbrivio agli avvenimenti del romanzo.
Il titolo fa riferimento a un dolce venduto tradizionalmente nelle località di mare, usato come metafora del carattere umano. 

## Trama
Charles "Fred" Hale arriva a Brighton con il compito di distribuire anonimamente delle carte per un concorso giornalistico (si tratta di una variante di "Lobby Lud", in cui il nome della persona da individuare è "Kolley Kibber"). 

Pinkie Brown, antieroe del romanzo, è un teenager sociopatico e gangster in erba: guida la gang dopo che Hale ne aveva tradito l'ex capo, scrivendo sul Daily Messenger un articolo sul racket delle slot machine gestito dalla banda. 

Ida Arnold, una donna grassoccia, di buon cuore e per bene, viene coinvolta nella vicenda in seguito a un incontro casuale con Hale, il quale è terrorizzato dalle minacce ricevute dalla banda di Pinkie. 

Dopo essere stato inseguito lungo le strade e i viali di Brighton, Hale incontra di nuovo per caso Ida al Palazzo Pier, ma alla fine viene ucciso da Pinkie. Quest'ultimo cerca di far perdere le tracce e cancellare le prove della visita di Hale a Brighton, dando l'avvio a una catena di nuovi crimini e a un matrimonio, destinato a fallire, con una cameriera di nome Rose, la quale senza saperlo ha il potere di distruggere l'alibi di Pinkie. 

Ida decide di dare la caccia a Pinkie, senza tregua, perché crede di avere il diritto di farlo e crede anche di dover proteggere Rose da quel giovane gangster profondamente disturbato che Rosa ha sposato.
Il libro è un thriller sulla malavita, ma allo stesso tempo è una sfida alla dottrina della Chiesa circa la natura del peccato e le basi della morale. Pinkie e Rose sono cattolici, così come lo era Greene, e le loro convinzioni sono in contrasto con la sensibilità morale, forte ma non religiosa, di Ida.

## Personaggi principali
Pinkie: l'antieroe del romanzo, spietato con le sue vittime, ossessionato e al contempo disgustato dal sesso e dai rapporti umani. È il capo della banda nonostante sia il più giovane (17 anni).
Dallow: il vice di Pinkie. È l'unico membro della banda di cui Pinkie si fidi.
Cubitt: un altro membro della banda che vive con Pinkie e Dallow. Lascia la banda quando Pinkie rivela di aver ucciso Spicer.
Spicer: un membro anziano della banda. Sin dall'inizio esprime disagio per la crescente violenza della gang. Pinkie non si fida di lui e lo uccide per paura che egli passi informazioni incriminanti a Ida Arnold o alla polizia.
Rose: una ragazza povera, modesta e ingenua che diventa la fidanzata e poi la moglie di Pinkie. Anche lei è cattolica come Pinkie e si innamora di lui, mentre Pinkie si interessa a lei solo per impedirle di rivelare prove incriminanti. Pinkie di solito prova repulsione nei suoi confronti tuttavia prova talora tenerezza per lei.
Ida Arnold: Ida assume il ruolo di detective dando la caccia a Pinkie per dare giustizia a Hale. Questo è il motivo originario, ma poi, quando scopre che Pinkie sta per sposare Rose, Ida dà la caccia a Pinkie anche per salvare la ragazza. In questo romanzo Ida rappresenta la forza della giustizia e, in contrasto con Pinkie e Rose, è dalla parte del "Bene" contro il "Male". Ida ottiene informazioni da Cubitt dopo che questi è stato cacciato dalla banda, fatto che aiuta moltissimo le sue indagini.

## Adattamenti

### Teatro
- Eric Linden interpretò Pinkie nella produzione alla Catholic University of America Theatre in Washington, D.C. scritta da Walter Kerr e Leo Brady. Lo spettacolo fu diretto da Kerr e della Dr. Josephine McGarry Callan. Andò in scena dal 4 al 10 febbraio 1942.
- Richard Attenborough e Dulcie Gray furono i protagonisti della produzione drammatica teatrale originale al Garrick Theatre nel 1943. La performance della Gray nel ruolo della sfortunata cameriera Rose procurò all'attrice un contratto con la Gainsborough Pictures; invece, fu scartata per il ruolo di Rose nella versione cinematografica del romanzo, Brighton Rock, del 1947, e al suo posto fu scelta Carol Marsh.[1]
- Bryony Lavery ha adattato il romanzo in spettacolo teatrale, che debuttò al York Theatre Royal nel febbraio 2018, poi replicato nel Regno Unito.

### Film
- Brighton Rock, 1948.

Graham Greene e Terence Rattigan scrissero la sceneggiatura per l'adattamento cinematografico prodotto e diretto da John and Roy Boulting, e con Gerald Mitchell come assistente alla regia. Nel film Richard Attenborough aveva il ruolo di Pinkie, Carol Marsh quello di Rose, William Hartnell interpretava Dallow e Hermione Baddeley Ida. Il momento clou del film si svolge al Palazzo West Pier di Brighton, mentre nel romanzo il finale si svolge nella vicina città di Peacehaven. Negli USA il film uscì con il titolo Young Scarface.
- Brighton Rock, 2010.

Rowan Joffe ha diretto La roccia di Brighton, del 2011, con gli attori Sam Riley e Andrea Riseborough rispettivamente nei ruoli di 'Pinkie' e Rose, e con Helen Mirren nel ruolo di Ida Arnold. Le scene del film sono state girate a Eastbourne nell'ottobre del 2009 (con Eastbourne Pier al posto del Palace Pier di Brighton). Le scene relative al Regency Cafe sono state girate a Page Street, Westminster, il 6 dicembre 2009. Il film è ambientato negli anni Sessanta, e non nell'Inghilterra degli anni Trenta del testo. Il film si è classificato al 54º posto al London Film Festival (ottobre 2010), nella sezione film a sorpresa.

### Radio
Ken Whitmore adattò la storia di Graham Greene realizzando un dramma radiofonico per la BBC Radio nel 1997, diretto da John Yorke, con gli attori  Stephen Mackintosh nel ruolo di Pinkie, Maurice Denham e Kenneth Cranham.

### Musical
Il compositore di musiche per il cinema John Barry e l'autore di testi Don Black scrissero insieme un musical tratto dal romanzo di Greene. Lo spettacolo debuttò a Londra all'Almeida Theatre il 20 settembre 2004, con repliche fino al 13 ottobre 2004, tuttavia le recensioni negative impedirono un trasferimento al West End.

## Citazioni in altre opere
- La roccia di Brighton ha un ruolo importante nella storia del protagonista Tom Henderson nel romanzo King Dork di Franck Portman.
- La roccia di Brighton è il film preferito dell'incompetente ispettore Steine nella serie radiofonica della BBC Inspector Steine
- La canzone Now My Heart Is Full di Morrissey presenta quattro riferimenti ai personaggi de La roccia di Brighton nel ritornello ("Dallow, Spicer, Pinkie, Cubitt").
- Una canzone dei Queen, nell'album Sheer Heart Attack, ha lo stesso titolo del romanzo.
- Un concerto rock di due giorni intitolato New Brighton Rock fu organizzato nella località di mare New Brighton, Merseyside nel maggio del 1984 e poi trasmesso da Granada Television.
- Il gruppo hair metal canadese Brighton Rock prende il nome dall'omonimo romanzo di Greene.

## Edizioni italiane
- La roccia di Brighton, traduzione di Maria Luisa Giartosio De Courten, Collana Letteraria, Milano, Bompiani, 1948. - Collana I Delfini n.97, Bompiani, 1960; Collana Tascabili narrativa, Bompiani, 1980-1996, ISBN 978-88-452-2945-9.
- Brighton Rock, traduzione di Michele Piumini, Introduzione di John Maxwell Coetzee, Collana Oscar Scrittori moderni n.2070, Milano, Mondadori, 2013, ISBN 978-88-046-3327-3.
- Brighton Rock, traduzione di Alessandro Carrera, Nota di Giorgio Fontana, Postfazione e cura di Domenico Scarpa, Collana La memoria n.1274, Palermo, Sellerio, 2023, ISBN 978-88-389-4523-6.